# Medal za Nienaganną służbę w straży więziennej
Medal za Nienaganną Służbę w Straży więziennej (ros. Медаль «За беспорочную службу в тюремной страже») – rosyjskie odznaczenie cywilne.

## Historia
Odznaczenie zostało ustanowione ukazem cara Aleksandra III z dnia 3 grudnia 1887 roku dla wyróżnienia strażników więziennych, którzy wykonywali nienagannie swoje obowiązki.
Po śmierci Aleksandra III, jego następca Mikołaj II od 1894 roku nadawał również ten medal na tych samych zasadach, z tym nadawane medale miały zmieniony rysunek na awersie odznaki.

## Zasady nadawania
Odznaczenie było nadawane strażnikom więziennym, urzędnikom więzień i innym osoba obsługi, które co najmniej przez pięć lat pełniło służbę w więzieniach i wykonywali nienagannie swoje obowiązki. Medal ten otrzymywał każdy strażnik, który odchodził ze służby przesłużywszy co najmniej 10 lat i nie będąc wcześniej nim nagrodzony.
Medal był nadawany od 1888 roku do 1917, nie jest znana liczba nadanych medali.

## Opis odznaki
Odznaka medalu jest okrągły krążek o średnicy 36 mm, wykonany ze srebra.
Na awersie odznaczenia w środkowej części znajdują się profil Aleksandra III bez insygniów cesarskich. Wzdłuż krawędzi odznaki znajduje się napis w języku rosyjskim Б.М. АЛЕКСАНДР III ИМП. И САМОД. ВСЕРОСС. (pol. Z bożej łaski Aleksander III cesarz i samowładca Wszechrusi). Krawędź krążka jest w postaci wieńca z liści laurowych.
Na rewersie medalu w środku jest napis ЗА БЕЗПОРОЧНУЮ СЛУЖБУ ВЪ ТЮРЕМНОЙ СТРАЖѢ (pol. Za nienaganna służbę w straży więziennej). Krawędzie mają postać wieńca z liści laurowych.
Po 1894 roku na awersie medalu znajdował się profil Mikołaja II bez regali cesarskich, a wzdłuż krawędzi był napis Б.М. НИКОЛАЙ II ИМПЕРАТОРЪ И САМОДЕРЖЕЦЪ ВСЕРОСС. (pol. Z bożej łaski Mikołaj II cesarz i samowładca Wszechrusi). Pozostałe elementy i rewers medalu były identyczne z medalem z 1887 roku.
Medal zawieszony był na wstążce orderowej Orderu św. Anny.